# Leopold Ullstein
Leopold Ullstein (1826-1899) est un éditeur de presse allemand, fondateur de la maison d'édition Ullstein Verlag,.

## Biographie
Son père est grossiste en papier à Fürth, c'est là que Leopold fait son apprentissage. Il reprend l'entreprise paternelle avec ses frères, puis s'installe à Berlin où il fonde sa propre société en 1855. Élu municipal de tendance libérale, il bâtit dans les années 1870 un empire de presse qui se veut indépendant dans une société prussienne marquée par l'autoritarisme étatique, presse dont le chancelier d'alors Bismarck s'efforce de réduire l'influence, mais en vain, celle-ci rencontrant un lectorat important. Outre des titres d'orientation « libérale bourgeoise », Leopold fait paraître le premier magazine allemand pour enfants, ainsi que des magazines de mode. À son décès en 1899, il laisse son entreprise à ses fils qui poursuivent son œuvre.
Parmi les organes de presse importants qu'il a fondé ou acquis, on peut mentionner :
- le Berliner Morgenpost,
- le Berliner Illustrierte Zeitung,
- le Grüne Post (de)[3]